# Jefferson em Paris
Jefferson in Paris (bra/prt: Jefferson em Paris) é um filme franco-estadunidense de 1995, realizado por James Ivory.

## Enredo
O filme narra a vida de Thomas Jefferson na época em que era embaixador dos Estados Unidos na côrte do Rei Luís XVI, o relacionamento com a família e um suposto caso com a escrava Sally Hemings.

## Elenco
- Nick Nolte .............Thomas Jefferson
- Gwyneth Paltrow.........Patsy Jefferson
- Estelle Eonnet..........Polly Jefferson
- Thandie Newton..........Sally Hemings
- Seth Gilliam............James Hemings
- Todd Boyce..............William Short
- Nigel Whitmey...........John Trumbull
- Nicolas Silberg.........sr. Petit
- Catherine Samie.........cozinheiro
- Greta Scacchi...........Maria Cosway
- Jean-Pierre Aumont......D'Hancarville
- Simon Callow............Richard Cosway
- James Earl Jones........Madison Hemings
- Michael Lonsdale........Luís 16
- Nancy Marchand..........Madame Abbesse
- Charlotte de Turckheim..Maria Antonieta
- Lambert Wilson..........marquês de La Fayette
- Elsa Zylberstein........Adrienne de La Fayette
- Stanislas Carré de Malberg........ o cirurgião